# تورییا، لوکاواتس
توریجا، لوکاواچ (بوسنیایی: Turija (Lukavac)) یک منطقهٔ مسکونی در بوسنی و هرزگوین است که در لوکاواتس واقع شده‌است.